# Kiełczygłów (gmina)
Kiełczygłów – gmina wiejska w województwie łódzkim, w powiecie pajęczańskim. W latach 1975–1998 gmina położona była w województwie sieradzkim.
Siedziba gminy to Kiełczygłów.
Według danych z 31 grudnia 2007 gminę zamieszkiwały 4292 osoby.
Na terenie gminy od roku 1983 działa klub piłkarski LKS Kiełczygłów.
Przez teren gminy przebiegają linie kolejowe 146 oraz 131 przy których znajdują się stacje Huta oraz Chorzew Siemkowice.

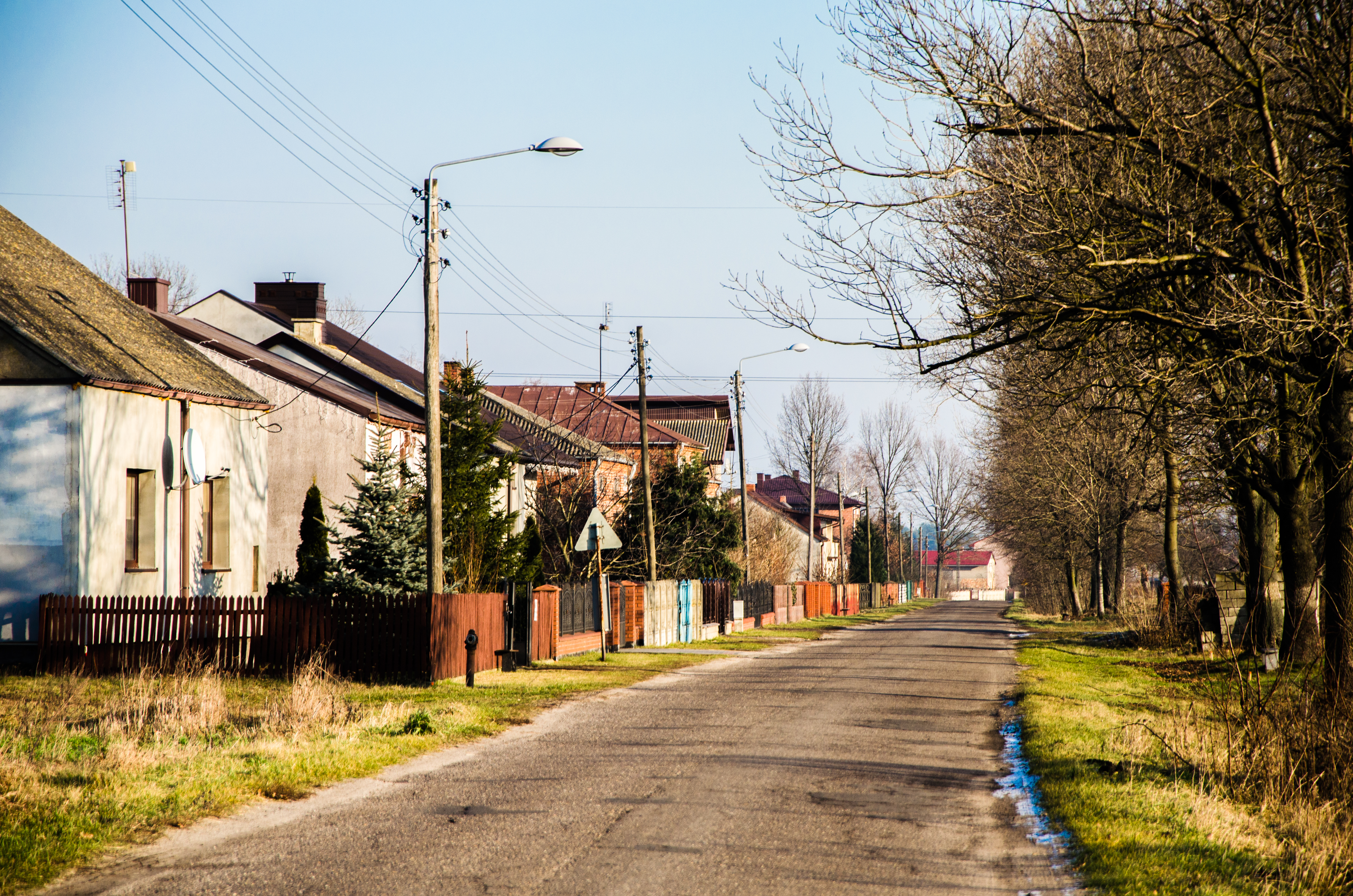
Dąbrowa
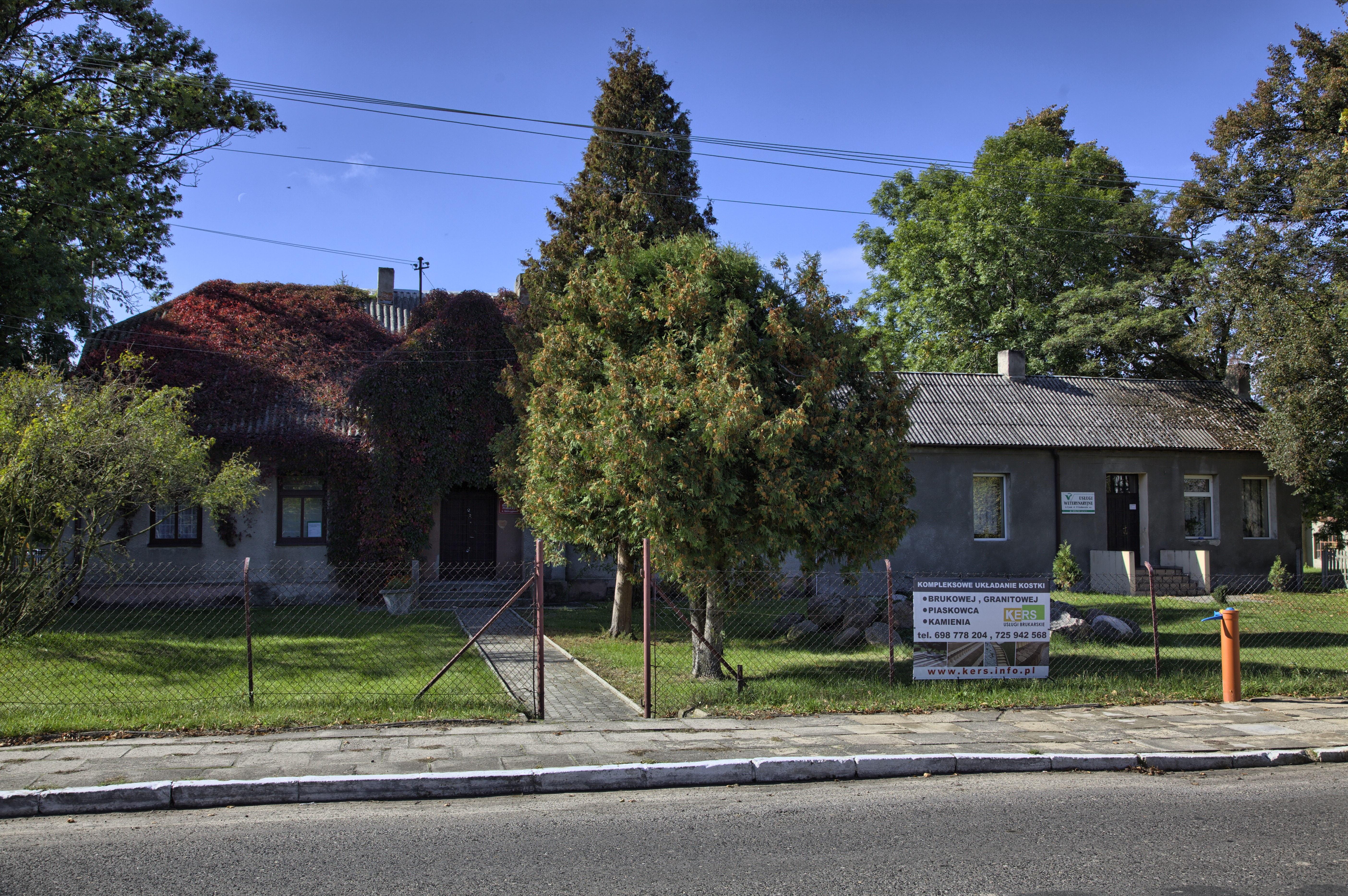
Dwór w Kiełczygłowie
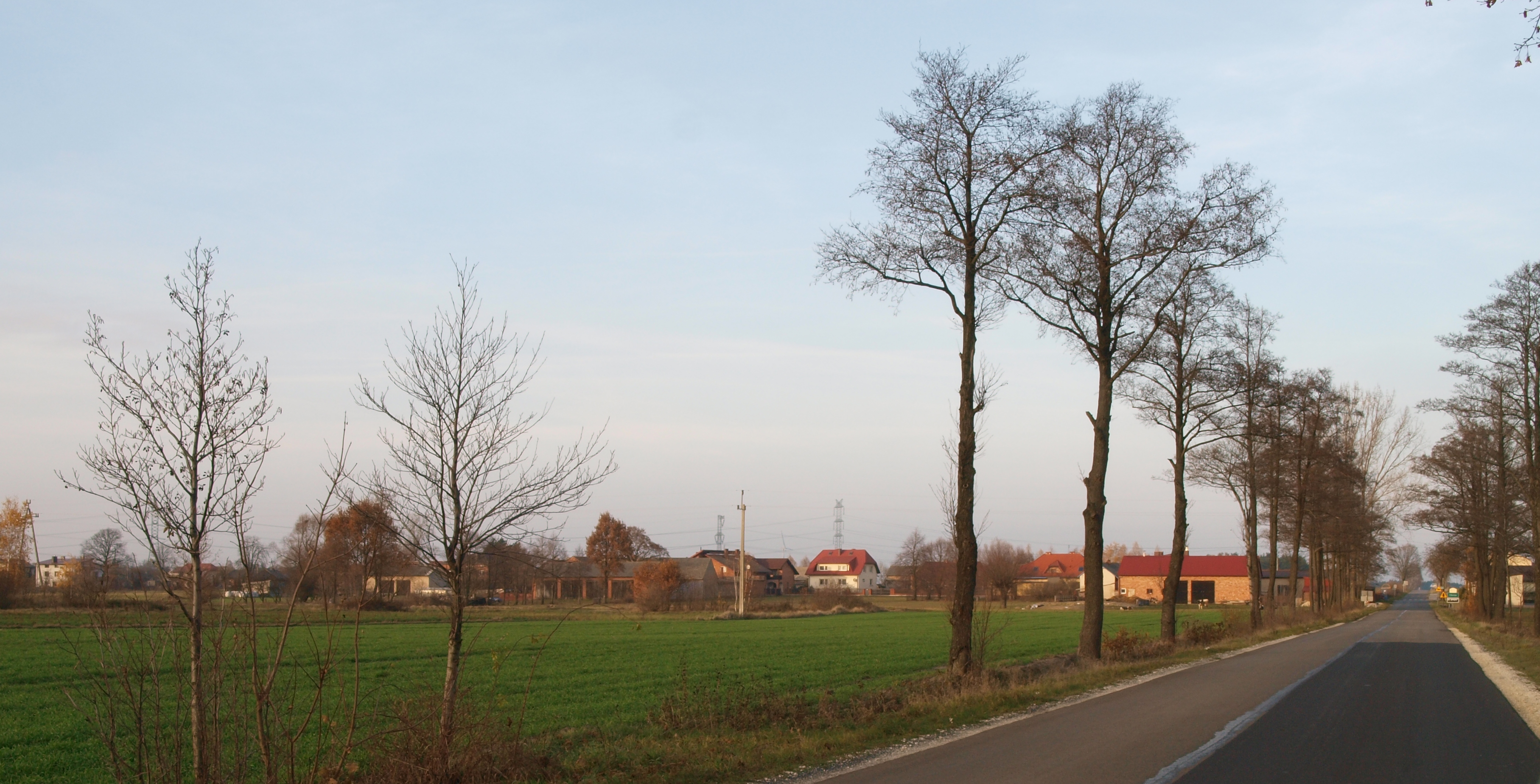
Obrów
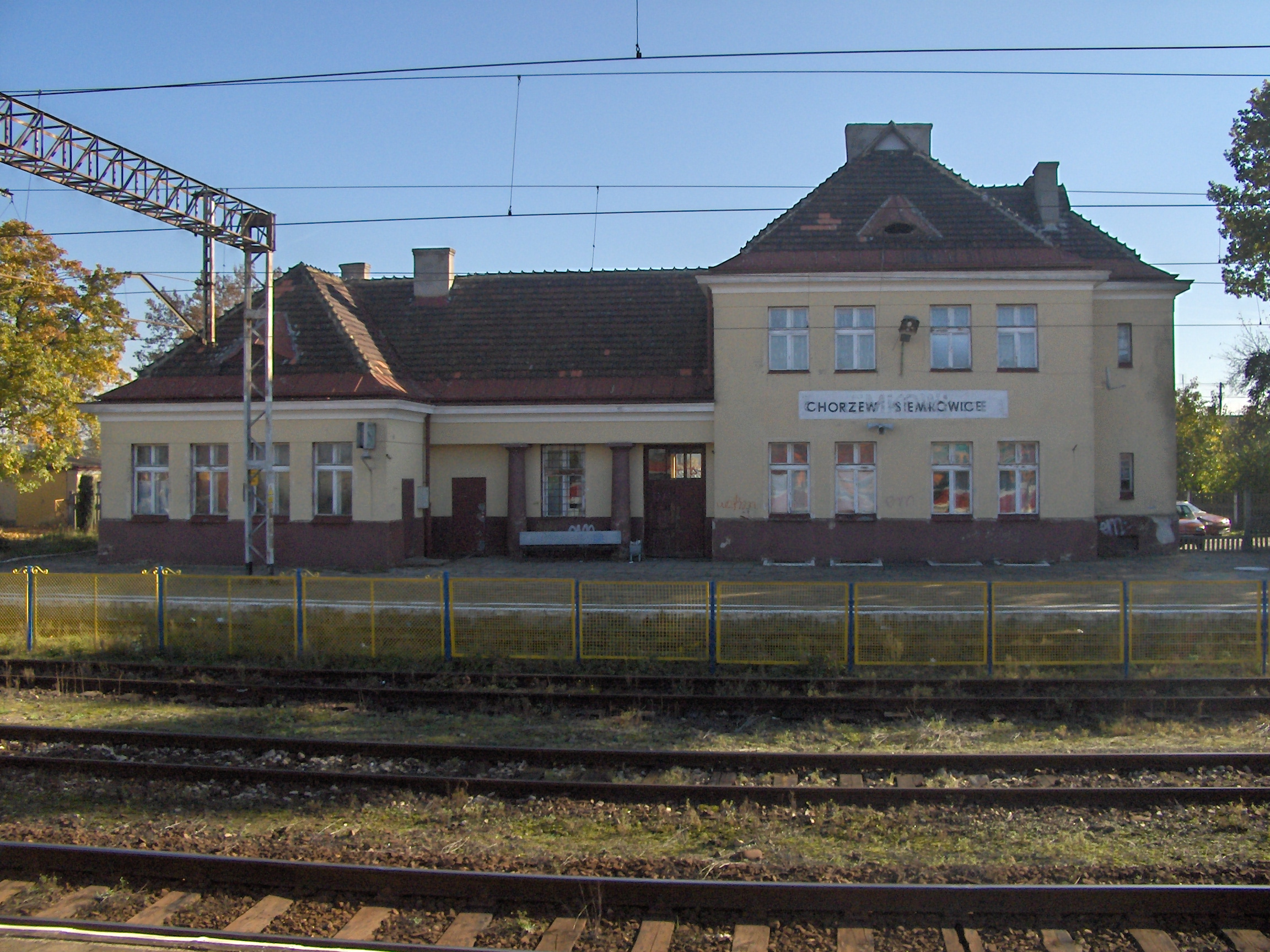
Dworzec w Chorzewie
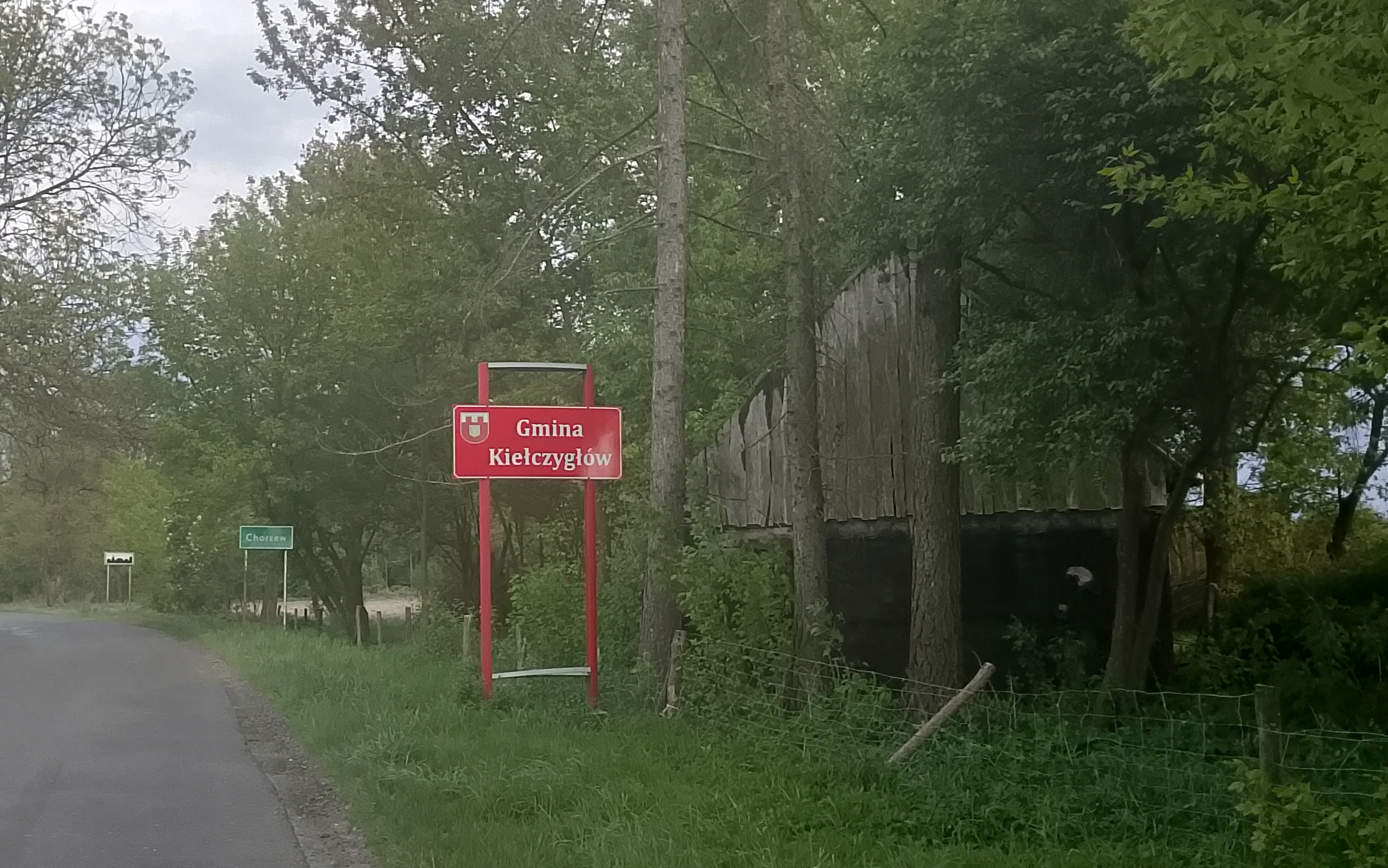
Witacz gminy Kiełczygłów

## Struktura powierzchni
Według danych z roku 2007 gmina Kiełczygłów ma obszar 88,80 km², w tym:
- użytki rolne: 72%
- użytki leśne: 17%.

Gmina stanowi 11,05% powierzchni powiatu pajęczańskiego.

## Demografia

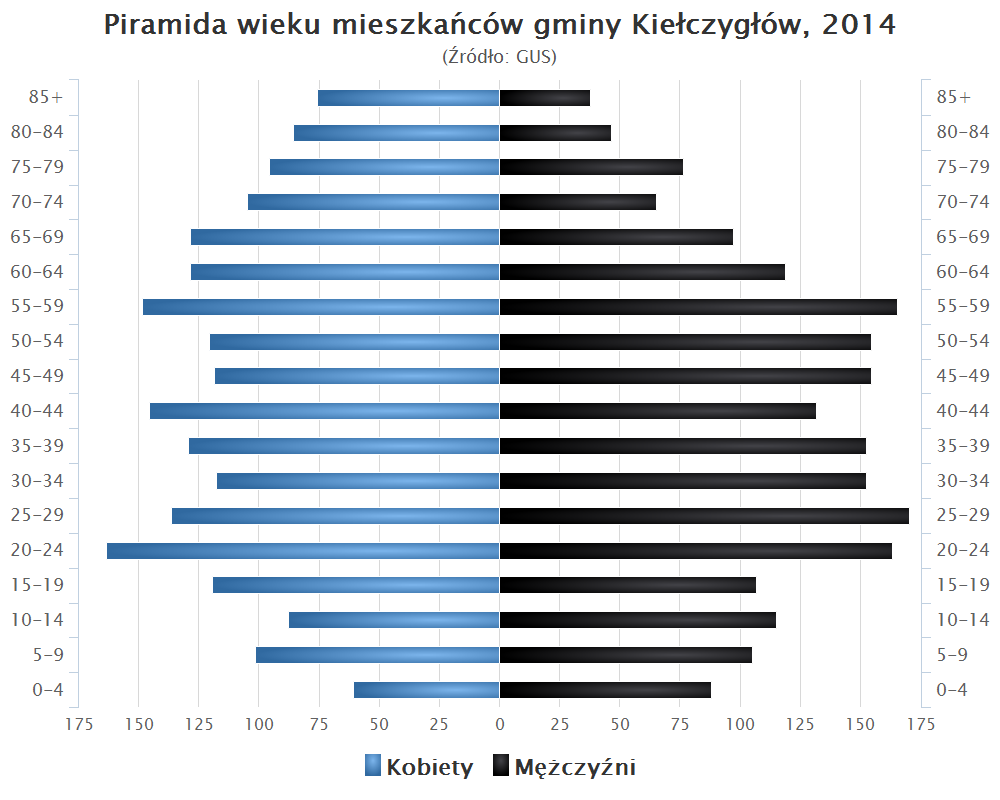
Piramida wieku mieszkańców gminy Kiełczygłów w 2014 roku

Dane z 31.12.2017 roku
| Opis                              | Ogółem | Ogółem | Kobiety | Kobiety | Mężczyźni | Mężczyźni |
| --------------------------------- | ------ | ------ | ------- | ------- | --------- | --------- |
| jednostka                         | osób   | %      | osób    | %       | osób      | %         |
| populacja                         | 4074   | 100    | 2061    | 50,6    | 2013      | 49,4      |
| gęstość zaludnienia (mieszk./km²) | 47     | 47     | 24      | 24      | 23        | 23        |

## Sołectwa
Brutus, Chorzew, Dąbrowa, Dryganek Duży, Glina, Gumnisko, Huta, Kiełczygłów, Kiełczygłówek, Kolonia Chorzew, Obrów, Osina Mała, Skoczylasy, Studzienica.

## Pozostałe miejscowości
Beresie Małe, Beresie Duże, Chruścińskie, Dryganek Mały, Glina Duża, Jaworznica, Kiełczygłów-Kolonia, Kiełczygłów-Okupniki, Kule, Kuszyna, Lipie, Ławiana, Osina Duża, Osina Mała, Otok, Pierzyny Duże, Pierzyny Małe, Podrwinów, Tuchań, Wyręba.

## Sąsiednie gminy
Osjaków, Pajęczno, Rusiec, Rząśnia, Siemkowice